# 薩洛鎮區 (明尼蘇達州艾特金縣)
薩洛鎮區（英語：Salo Township）是位於美國明尼蘇達州艾特金縣的一個行政鎮區。

## 地方資料
薩洛鎮區的面積為92.20平方千米，當中陸地面積為91.90平方千米，而水域面積為0.30平方千米。根據2020年美國人口普查的數據，當地共有人口85人，而人口密度為每平方千米0.92人。